# استینون الینا ثورشتینستوتیر
استینون الینا ثورشتِـینستوتیر (ایسلندی: Steinunn Ólína Þorsteinsdóttir؛ زادهٔ ۲ ژوئیهٔ ۱۹۶۹) بازیگر اهل ایسلند است.
او در بیوولف و گرندل، شن‌های سیاه و به‌دام‌افتاده بازی کرده است.